# De ekster op de galg (schilderij)
De ekster op de galg is een schilderij van Pieter Bruegel de Oude uit 1568. Het hangt in het Hessisches Landesmuseum in Darmstadt. Het bevat een waarschuwing tegen roddelaars en verklikkers. Dit is wellicht het laatste schilderij van Bruegel. Olieverf op paneel, 45,9 x 50,8 cm.

## Geschiedenis
Er is voor het eerst sprake van De ekster op de galg in het Schilder-Boeck (1604) van Karel van Mander:

 Hy liet zijn Vrouwe in Testament een stuck met een Exter op de galgh / meenende met d’Exter de clappighe tongen / die hy de galgh toe eygende.
— Karel van Mander

Volgens Van Mander heeft Bruegel dus een testament opgesteld waarin hij expliciet vermeldt dat hij De ekster op de galg nalaat aan zijn vrouw Mayken Coecke. Zij was de dochter van Mayken Verhulst en Pieter Coecke van Aelst (1502-1550), de leermeester van Bruegel. Mayken Coecke verloofde zich op 25 juli 1563 met Pieter Bruegel in de Onze-Lieve-Vrouwekathedraal van Antwerpen. Later dat jaar trouwden ze in de Kapellekerk te Brussel, waar nog altijd hun grafmonument hangt. Ze kregen twee kinderen, Pieter in 1564 en Jan in 1568.
Bruegel stierf in 1569, wellicht na een lang ziekbed, en liet zijn vrouw dus De ekster op de galg na, maar ook de grisaille Christus en de overspelige vrouw, want in het begin van de zeventiende eeuw was die nog in het bezit van zijn zoon Jan. Net voor zijn overlijden had Bruegel zijn vrouw de opdracht gegeven enkele prenten die "al te seer bijtigh oft schimpich wesende" te verbranden, zodat ze niet in de problemen zou komen. Mayken Coecke stierf in 1578 en vanaf dan tot haar dood in 1599 stond haar 60 jaar oude moeder Mayken Verhulst in voor de opvoeding en schildervorming van haar kleinzonen Pieter en Jan en dus ook voor de zorg over het familiebezit.
Vanaf de 17de eeuw begonnen de landgraven van Hessen-Darmstadt aan de uitbouw van een kunstcollectie. In 1820 schonk groothertog Lodewijk I van Hessen-Darmstadt deze kunstverzameling in de vorm van een stichting aan het groothertogdom Hessen. Uit deze stichting is het Hessisches Landesmuseum in Darmstadt ontstaan, waar momenteel het schilderij De ekster op de galg hangt.

## Plaats in het oeuvre
Na zijn reis naar Italië (tussen 1552 en 1554) begon Bruegel als tekenaar van landschappen bij prentuitgever Hieronymus Cock in Antwerpen. In het midden van de 16de eeuw was de vraag naar prenten van Jheronimus Bosch zeer groot en misschien was het Cock die Bruegel ertoe aanzette om op die vraag in te spelen. In 1556-1557 werkte Bruegel aan een reeks met de Zeven Hoofdzonden als thema. Rond 1560 koos Bruegel ervoor om zich min of meer voltijds op zijn loopbaan als schilder te concentreren. Hij begon met zijn zeer bekende Wimmelbilder, namelijk De spreekwoorden (1559), De strijd tussen Vasten en Vastenavond (1559) en De kinderspelen (1560) en de meer demonische werken Dulle Griet (1561), De val van de opstandige engelen en De triomf van de dood (ca. 1562). In de jaren daarna volgden dan de bekende boerenschilderijen die Bruegel uiteindelijk de bijnaam Boerenbruegel zullen opleveren: De twaalf maanden (1565), De boerenbruiloftsdans (1566), De boerenbruiloft (ca. 1567), De boerendans (ca. 1567). Tegelijkertijd werkt hij ook aan een reeks waarin hij het Heilige Land naar de Nederlanden verplaatst en zich inspireert op de perikelen van zijn tijd: De kruisdraging (1564), De volkstelling (1566), De kindermoord (1566), De bekering van Paulus (1567). In 1568 maakt hij een aantal kleinere werken waarin hij zich concentreert op een welbepaalde scène, vaak geplaatst in een idyllisch landschap: De nestrover, De misantroop, De parabel der blinden, De kreupelen, Drie soldaten. De ekster op de galg dateert uit dat laatste jaar en past ook bij het concept van die laatste groep: een kleine groep mensen in een tafereel met een diepere betekenis. Maar het wijkt er ook vanaf door zijn kleine personages en weids landschap, waarmee Bruegel terug aanknoopt bij de grote panorama's uit het begin van zijn carrière.

## Interpretatie

### Eksters

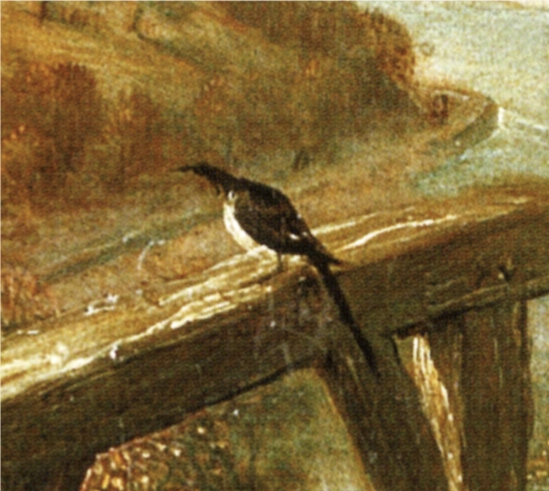
De ekster

Hoewel De ekster op de galg een van Bruegels mooiste landschappen is, heeft het al tot veel discussie geleid tussen kunstkenners. Nochtans werd het al in 1604 geïnterpreteerd door Karel van Mander in zijn Schilder-Boeck:
"een stuck met een Exter op de galgh / meenende met d’Exter de clappighe tongen / die hy de galgh toe eygende."
Het gaat dus over een ekster die op een galg zit en symbool staat voor de clappighe tongen, dat zijn de babbeltongen, de roddelaars en kwaadsprekers, maar uiteindelijk ook de verraders en verklikkers. Met al hun loslippigheid zullen zij mensen aan de galg praten. Volgens Van Mander heeft Bruegel weinig begrip voor achterklap en wenst hij de verraders zelf de galg toe. Deze verklikker is dus een galgvogel, iemand die zelf de galg verdient.
Uit Van Manders tekst blijkt dat de ekster op de galg het centrale element van dit schilderij vormt. Bovendien neemt hij ook de belangrijkste plaats in: pal in het midden van het doek. De toeschouwer wordt ook naar dit punt geleid door de uitgestrekte arm van de linkerpersoon van het duo dat komt aangelopen. Er is echter veel meer te zien en dus zijn kunsthistorici op zoek gegaan naar diepere betekenissen.
Er bevindt zich nog een tweede ekster op het schilderij. Hij zit op een boomstronk net voor de galg. Ook dit is niet zo onschuldig als het lijkt. Een boomstronk werd namelijk ook een blok genoemd en hiermee verwijst Bruegel naar de rechtspraak in de 16de eeuw. Een blok is namelijk ook een zwaar houten straftuig dat aan een been of rond de hals (schandpaal) werd vastgemaakt. Het kan ook verwijzen naar het kapblok bij een onthoofding. Spreekwoorden die hiermee nog verband houden zijn een blok aan het been en iemand voor het blok zetten. Dus net als de ekster op de galg die mensen aan de galg praat kan de ekster op het blok mensen voor het blok zetten. Bovendien is een dode boomstronk, een dorren block, op zich al een symbool voor het levenloze, de dood.
Eksters werden van oudsher al beschouwd als ongeluksvogels, verkondigers van dood en rampspoed. Bovendien zouden ze stelen als dieven. Het geluid van een ekster wordt klappen genoemd en dat doen ze veel, vandaar het spreekwoord klappen als een ekster. Klappen wordt vaak ook negatief gebruikt als roddelen, kwaadspreken zoals in achterklap of verklappen. Vandaar ook de klappende tongen of zoals bij Van Mander clappighe tongen. Bruegel heeft hier al op gealludeerd in zijn Twaalf spreekwoorden (1558). Op het derde tafereeltje staat een vrouw met in de ene hand water en in de andere hand vuur. Het onderschrift luidt "In deen hant draghe vier dander waeter / met clappaers en clappeyen houd ik den snaeter". Hetzelfde tafereeltje staat ook links onderaan op De spreekwoorden (1559). Bruegel waarschuwt ons voor dubbelhartige en schijnheilige mensen, ze zijn niet te vertrouwen en zullen een geheim vlug doorvertellen.

### Galg
Dit is een van Bruegels meest virtuoze landschappen, maar het idyllische beeld wordt bruut verstoord door de galg die samen met de ekster centraal op het werk staat. De galg deelt het schilderij zelfs in twee helften. De linkerhelft bruist van de actie, dans en muziek, de rechterhelft toont de rust en de stilte van de natuur.
Er is iets vreemds aan deze galg, ze lijkt zelfs een onmogelijke figuur te zijn. Aan de basis staan de twee rechtopstaande palen netjes tegenover elkaar, maar naar boven toe zijn ze helemaal verdraaid, waardoor de dwarsbalk schuin staat. Net als het doorhangende kruis is de galg oud en scheef getrokken. Een gelijkaardige galg en even scheefgetrokken, maar wel in spiegelbeeld, vinden we terug op de achtergrond van De terugkeer van de kudde (1565).

### Kruis

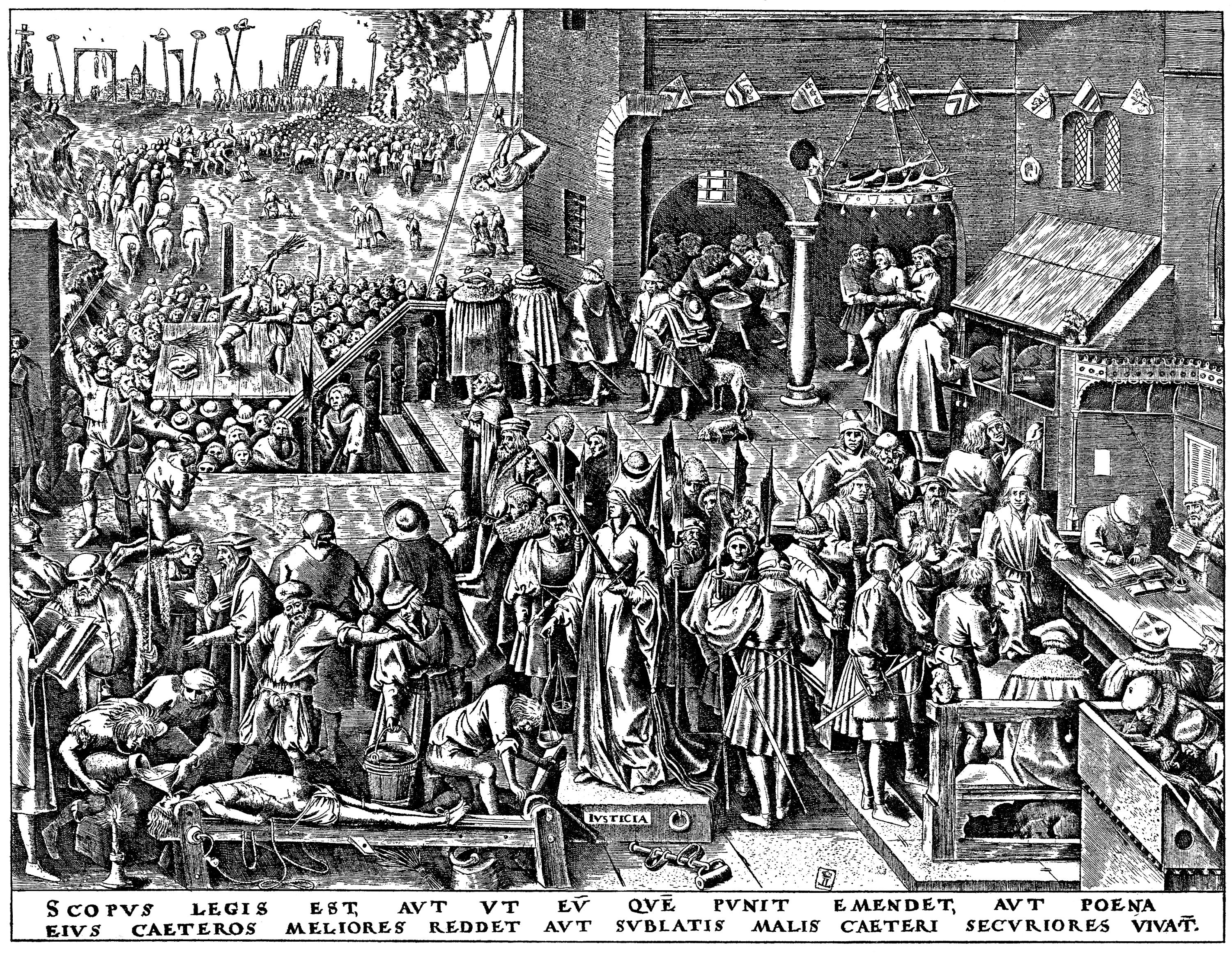
Op deze gravure staat de galg en het gerechtskruis met calvarie links bovenaan

Een kruis in het landschap kan natuurlijk op allerlei zaken en betekenissen wijzen. Een aantal kunsthistorici zagen in dit kruis een graf, misschien van een gehangene. Dit kan niet, want terdoodveroordeelden werden niet in gewijde grond of onder een kruis begraven. In werkelijkheid hoeft het helemaal niet te verbazen om bij een galg een kruis aan te treffen in de 16de eeuw. Dit is namelijk een gerechtskruis. Dit zijn kruisen die uit barmhartigheid met de terdoodveroordeelden werden opgericht op het galgenveld. Daar konden ze hun laatste gebeden doen en er moed uit putten tijdens hun laatste uur. Bruegel heeft zowel in het Antwerpse als in het Brusselse zulke gerechtskruisen gezien. In de 16de eeuw stonden er in Antwerpen dergelijke kruisen bij Het Steen, op de Meirbrug en op het Galgenveld (nu Koning Albertpark). In Brussel stonden er misschien op de Galgenberg (nu Justitiepaleis) en in ieder geval in Evere. Net als de galg is het gerechtskruis door ouderdom en slijtage scheef gezakt. Er is een klein heiligenbeeldje aangebracht in het kruis.
Bruegel heeft nog op andere werken dergelijke gerechtskruisen afgebeeld. In de rechterbovenhoek van de Gerechtigheid (1559) staat een heel mooi voorbeeld vlak bij een groot galgenveld. We zien een calvarie op een stenen sokkel met Christus aan het houten kruis, terwijl Maria en Johannes aan de voet staan. Aangezien Bruegel toen nog in Antwerpen woonde, vermoedt Nackaerts dat hij zich misschien heeft laten inspireren door het Galgenveld van Antwerpen. Op De triomf van de dood (ca. 1562) zijn wel veertien kruisen te zien. Tussen het kleine galgenveld links en het grote rechts staan de eigenlijke gerechtskruisen met de dodenkapel op de achtergrond. De boodschap van dit schilderij is dat niemand, van welke rang of stand ook, aan de dood ontsnapt. Tegelijkertijd kunnen ze te midden van alle ellende moed putten uit het geloof, want alle kruisen zijn gaaf en ongeknakt gebleven.
Aan de voet van het kruis op De ekster op de galg ligt een hoop rode stenen. Velen hebben zich afgevraagd wat hiervan de betekenis zou kunnen zijn. Uit de vergelijking met het gerechtskruis op de Gerechtigheid blijkt dat de hoop stenen wellicht de restanten zijn van de stenen sokkel van een calvarie. Misschien liggen de brokstukken van de beelden er ook nog tussen. Is dit een verwijzing naar de Beeldenstorm uit 1566? Zo is bekend dat de stenen calvarieberg op het Galgenveld van Antwerpen in 1566 door de beeldenstormers werd verbrijzeld. Het gerechtskruis op de Meirbrug overleefde de Beeldenstorm, maar werd tijdens het calvinistisch bewind gesloopt op 25 maart 1580. 16de-eeuwse toeschouwers zullen dit ongetwijfeld in verband gebracht hebben met het hoopje stenen voor het kruis.

### Paardenschedel
Op de voorgrond tussen de galg en het kruis ligt een paardenschedel. Dit voorwerp heeft bij Bruegel twee betekenissen, afhankelijk van de context. De eerste betekenis vinden we terug op De Sint-Joriskermis (ca. 1559), daar ligt een paardenschedel op het strodak van de schuur links. Dit gebruik is ook te zien op een aantal schilderijen van David Teniers II, die trouwde met Anna, de kleindochter van Pieter Bruegel. Het behoorde tot het volksgeloof om kwelduivels af te weren door een paardenschedel op het dak van een boerderij te leggen. Net zoals men vandaag hoefijzers bepaalde krachten toeschrijft. Bij de tweede betekenis ligt de paardenschedel gewoon op de grond, zoals op De kruisdraging (1564). Hier staat de paardenschedel symbool voor de vergankelijkheid, hij verwijst naar de tijdelijkheid van het aardse bestaan. De verklaring van de paardenschedel op de grond op De ekster op de galg sluit duidelijk beter aan bij de tweede betekenis.

### Watermolen
Rechts onderaan staat een watermolen die is aangebouwd tegen een woonhuis met een schuur. De molenaar gaat net naar binnen. Een gelijkaardige molen, maar wel in spiegelbeeld, staat op dezelfde plaats op het werk De terugkeer van de kudde (1565). Een watermolen wordt aangedreven door een waterrad en wordt gebruikt voor het malen van graan. Hier zien we een onderslagmolen met dus een onderslaand waterrad, waarbij het water onder het rad door stroomt. Visueel staat het rad vlak bij de galg waardoor al vlug de link wordt gelegd met het gelijknamige strafwerktuig waarop een veroordeelde geradbraakt of tentoongesteld wordt. Zo een rad zien we heel vaak op de galgenvelden van Bruegel, zoals De triomf van de dood (ca. 1562) en heel prominent op De kruisdraging (1564). Het rad kan echter ook verwijzen naar het Rad van Fortuin of Avontuur (Rota Fortunae) wat staat voor de wisselvalligheden van het leven. Deze laatste verklaring past misschien beter bij het thema van De ekster op de galg.

### Schijtende boer

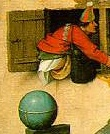
"Hij schijt op de wereld"

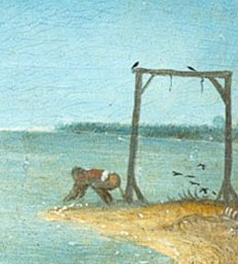
"Hij beschijt de galg"

In de linkerbenedenhoek, verborgen in de schaduw, doet een boer zijn behoefte. Hij wordt gemakkelijk over het hoofd gezien door de toeschouwer, maar ook de andere personages letten niet op hem. Bruegel heeft het thema van de chieur ook driemaal afgebeeld op De spreekwoorden (1559). Links de nar die uit het raam van het huis hangt en schijt op een omgekeerde wereldbol: hij schijt op de wereld. De wereld kan hem geen barst schelen, hij lacht ermee, hij misprijst wetten en regels. Rechts bovenaan een man die gehurkt bij de galg zit: hij beschijt de galg. In het blijspel De Gewaande Weuwenaar (1709) staat "Ik vrees, hy zal de Galg noch beschyten" met als betekenis: hij zal nog aan de galg komen. Grauls verwijst ook naar schijten op iets, dus verachten of misprijzen. Daarnaast zien we ook nog twee mannen samen uit het schijthuisje hangen: ze schijten alle twee door één gat, het zijn goede vrienden, ze hebben dezelfde belangen.
In het Musée de Flandre in Cassel staat een polychroom terracotta beeld uit de 18de eeuw dat de naam het Schijtmanneke gekregen heeft. Het museum verwijst expliciet naar Bruegel en het Schijtmanneke staat symbool voor het uitschijten, het bespotten, maar ook voor het feit dat we allemaal gelijk zijn en ons bestaan uiteindelijk slechts tijdelijk is.
Uiteraard heeft men vaak het spreekwoord de galg beschijten gekoppeld aan de schijtende boer op De ekster op de galg. Het is echter wel zo dat de boer niet tegen de galg zit, waardoor dit spreekwoord dus minder voor de hand ligt. Vooral het algemene spreekwoord schijten op iets is hier dus van toepassing.

### Dansende boeren
Op de weg tussen het dorp en de galg zien we een vrolijk gezelschap. Op de tonen van een doedelzakspeler maken drie dorpelingen een rondedans, terwijl links nog een koppel aan het dansen is. In de achtergrond komen enkele andere feestvierders uit het dorp dichterbij. Deze dansende boeren worden dikwijls in verband gebracht met het spreekwoord aan de galg dansen, wat het gevaar niet zien of er niet bang voor zijn zou betekenen. Marijnissen merkt echter op dat hij dit spreekwoord niet in de oude teksten heeft gelezen. Het staat wel in het Woordenboek der Nederlandsche Taal, waar de uitleg is: "aan de galg hangen. Schertsend, in toespeling op de schommelende beweging van den gehangene." Is de boodschap van Bruegel dat deze dansende boeren die de glurende eksters niet opmerken door hun nonchalance hun eigen leven in gevaar brengen en op een dag echt zullen hangen of dansen aan de galg?
Bruegel schilderde vaak boeren, maar identificeerde zich niet met hen. Het was dan ook niet zijn bedoeling om in zijn schilderijen het boerenleven tot voorbeeld te stellen. Aan de andere kant keek hij ook niet op hen neer, wat in 17de-eeuwse schilderijen vaak wel de bedoeling was. Meestal behandelde hij zijn boeren met een milde ironie in zijn werk. Hij wilde dan ook geenszins duidelijk maken dat we zorgeloos moeten genieten van het leven zoals de dansende boeren of wet en orde moeten misprijzen zoals de schijtende boer.

### Twee mannen
Sellink noemt het typisch breugeliaans dat het indrukwekkende landschap wordt ingeleid door de twee mannen op de voorgrond. Net als het koppel op De boerendans (ca. 1567) trekken zij op die manier de toeschouwer het schilderij in. Het brede armgebaar van de linker figuur onderstreept nog eens het prachtige landschap en wijst tegelijkertijd ook de ekster op de galg aan, het centrale thema van dit schilderij. Marijnissen noemt deze twee mannen "beslist geen boeren!", daarin gevolgd door Kavaler. Het zijn dus wellicht meer welstellende lieden uit de stad. Zelf behoorde Bruegel tot de stedelijke burgerij. Is het toeval dat de twee mannen op De ekster op de galg tot dezelfde stand behoren en de enigen zijn die de eksters, de verspieders, opmerken?
Rechts naast de twee mannen zien we de kwispelende staart en het achterwerk van een hond, vergelijkbaar met de honden op de Jagers in de sneeuw (1565). Ze hebben allebei een mes op zak. Van de man rechts zien we zelfs heel duidelijk dat het een klootdolk is (in de victoriaanse tijd nierdolk genoemd). Dit wapen dankt zijn naam aan de kleine bolvormige uitstulpingen tussen de handgreep en het lemmet. Het was hoofdzakelijk een burgerwapen dat in Noordwest-Europa gebruikt werd tussen de 14de en 16de eeuw. Door zijn vorm was dit wapen ook een fallussymbool dat de mannelijkheid van de drager moest bevestigen. Op de prent De val van de magiër Hermogenes (1564) staat links onderaan een man die zich in de nek steekt met twee dolken, waaronder een klootdolk. Op De aanbidding door de koningen (ca. 1560, nu in Brussel) staat links een man in het publiek met een klootdolk in de hand. Dit werk is een waterverfdoek dat vroeger werd toegeschreven aan Bruegel en misschien teruggaat op een verloren origineel.

### Landschap

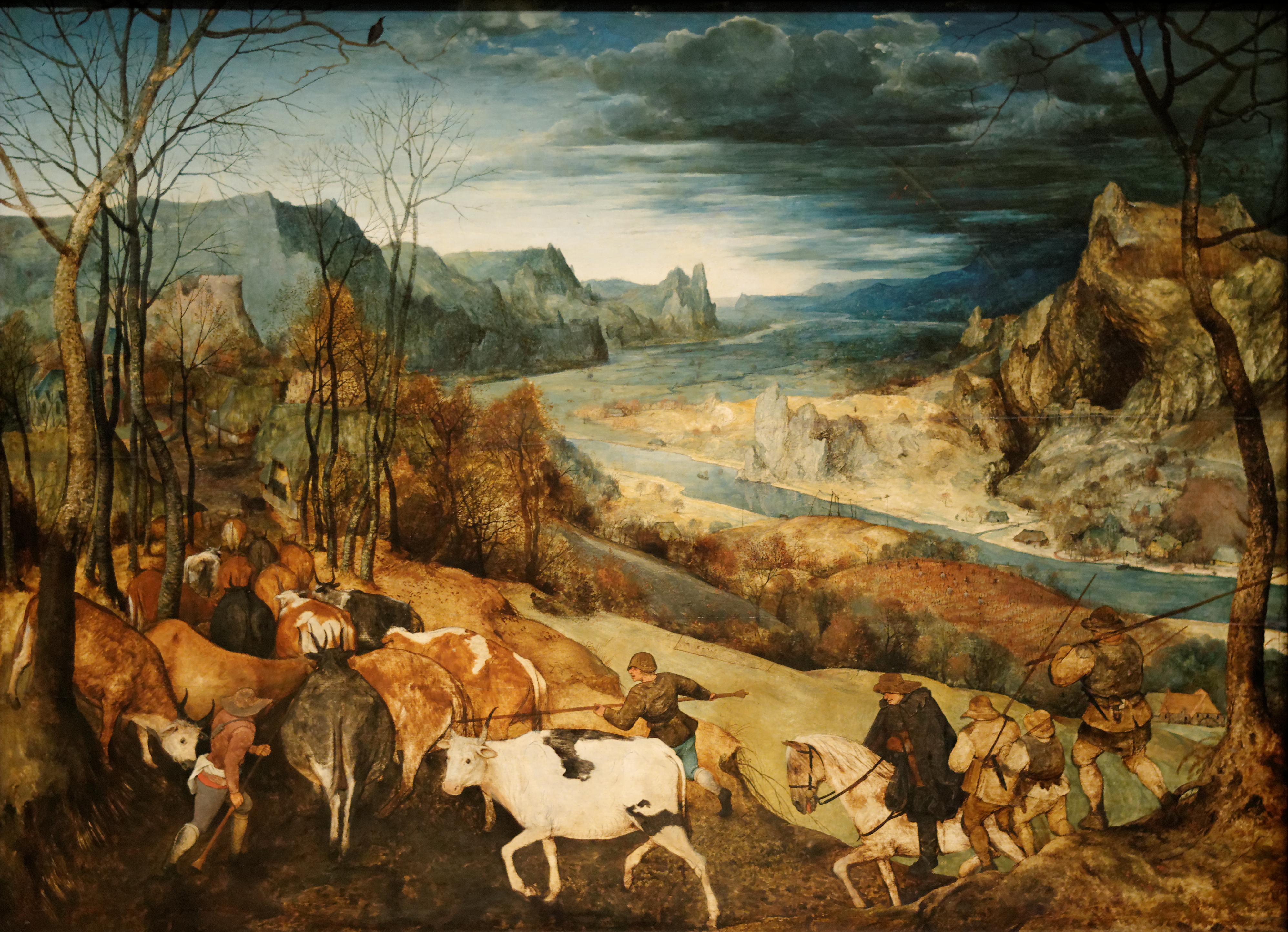
De terugkeer van de kudde

De compositie van De ekster op de galg is vrijwel identiek aan die van De terugkeer van de kudde (1565). De toeschouwer kijkt ongeveer vanuit hetzelfde standpunt naar het vergezicht. Centraal zien we de meanderende rivier die zich diagonaal een weg zoekt tussen het gebergte door naar de zee. Die rotsen liggen op dezelfde positie op beide werken: rechts een uitstekende rots en links hetzelfde ritme van rotspunten. Op de eerste rots links bevindt zich eveneens een burcht. Aan de voet hiervan ligt ook een dorp met een kerk die zichtbaar is tussen de bomen. Deze bomen vormen telkens het kader van het tafereel en zijn vrijwel identiek op beide schilderijen: links een groepje bomen die in elkaar lijken te kronkelen, een beetje links van het midden eenzelfde groepje en rechts een kronkelende boom die er precies hetzelfde uitziet op beide werken. Het grote verschil is dat De terugkeer van de kudde in oktober/november gesitueerd is en De ekster op de galg in de zomer, vandaar de kale bomen op het eerste schilderij en de volle bloei op het tweede. Op beide werken zien we rechts onderaan een gelijkaardige watermolen, maar dan in spiegelbeeld. De scheefgezakte galg op de achtergrond van De terugkeer van de kudde heeft Bruegel drie jaar later prominent op de voorgrond geplaatst, ook weer in spiegelbeeld, op De ekster op de galg.
Een spreekwoord dat al sinds de middeleeuwen bekend is, luidt: het woud heeft oren, het veld heeft ogen. Dit spreekwoord werd op originele wijze door Jheronimus Bosch in een tekening verwerkt (Kupferstichkabinett, Berlijn). Centraal op de tekening staat een kale, oude boom met daarop een uil. Op de takken van deze boom zitten een aantal vogels, waarvan er één naar de uil krijst. Ook staat er tegen de boom een specht. Onderaan de boom ligt een vos met daarnaast een haan. Uit het bos erachter groeien twee oren en op de voorgrond liggen zeven ogen. Het Berlijnse prentenkabinet bezit nog een prent met een gelijkaardige thematiek uit 1546. Het beeld was dus bekend in de 16de eeuw. Is het een inspiratiebron geweest voor Bruegel? Ook op De ekster op de galg vinden we spiedende vogels die de omgeving afluisteren en in de gaten houden.
Het landschap van De ekster op de galg is werkelijk verrukkelijk. Het wordt beschouwd als een van Bruegels mooiste en meest virtuoze. Met dit werk sluit hij terug aan bij de panoramische berglandschappen uit het begin van zijn carrière tot de reeks van De maanden (1565). De horizon ligt behoorlijk hoog. Het zonlicht komt van links en belicht vooral het centrale onderwerp: de ekster op de galg en de ekster op het blok. Schitterend is de weerkaatsing van het zonlicht op het bladerdek, vandaar de glinsteringen in het landschap. De zon werpt ook schaduwen aan de voeten van de dansers en de basis van de galg. Breugel creëert diepte door zijn atmosferisch perspectief. Veel bruintinten op de voorgrond, groen op het middenplan en grijs en blauw voor de achtergrond. De felle kleuren beperken zich tot de linker benedenhoek. De zilvergrijze lucht en de blauwgroene natuur domineren het panorama op dit schilderij.
Op de voorgrond zien we dus vier elementen die verwijzen naar de dood: de boomstronk (plant), de paardenschedel (dier), de galg (mens) en het kruis (God). Zowel op de linker- als rechterhelft verwijst Bruegel naar het leven. Links vooral de vergankelijke levendigheid van de mens: dansen, muziekspelen, wandelen, praten tot zelfs het zeer banale schijten. Er is ook plaats voor natuur: de gedraaide bomen en de vogel in volle vlucht. Rechts zien we vooral de eeuwige vitaliteit van de natuur: de kronkelende bomen, spitse bergen, meanderende rivier en het eindeloze landschap. Tegelijk zien we hier ook wat menselijke activiteit: de molenaar en de varende bootjes.

## Historische context
1568 is een van de belangrijkste jaren uit de geschiedenis van de Nederlanden. Dat jaar brak immers de Tachtigjarige Oorlog uit. Uiteraard heeft men naar verbanden gezocht tussen Opstand in de Nederlanden en het oeuvre van Bruegel. Velen probeerden hem in het kamp van de protestanten te duwen, anderen trachtten te bewijzen dat hij aan de kant van de gevestigde katholieke orde stond. Het lijkt er meer op dat Bruegel een afstandelijke, maar rake criticus was van zijn tijd. In 1563 wisselde hij zelfs het onrustige Antwerpen voor Brussel, waar het Habsburgse hof gevestigd was.
In 1566 raast de Beeldenstorm door de Nederlanden: kerken worden geplunderd, beelden kapotgeslagen, kerkschatten meegeroofd… Filips II is woedend en stuurt de hertog van Alva om orde op zaken te stellen. Alva maakt op 22 augustus 1567 zijn intrede in Brussel met een leger van 10.000 man. Om de beeldenstormers te bestraffen richtte hij onmiddellijk de Raad van Beroerten of Bloedraad op, waarvan de leden op 20 september 1567 werden ingezworen.
Deze Raad bestond tot 1576, maar was de laatste jaren nauwelijks actief. Ongeveer de helft van de dagvaardingen voor de Raad van Beroerten vond plaats in 1568. Uiteindelijk sprak de Bloedraad 1071 doodstraffen uit en 11.136 verbanningen. Ongeveer 150 terdoodveroordeelden werden opgehangen aan de galg, veel vaker werden de schuldigen onthoofd of gewurgd en verbrand. De vele duizenden gedagvaarden die niet kwamen opdagen werden verbannen en hun bezit verbeurd verklaard. Indien ze toch terugkeerden, riskeerden ze de doodstraf.
De rechters waren vooral katholieke Nederlanders en drie Spanjaarden met een doorslaggevende stem. Van de eerstgenoemde was vooral Jacob Hessels, de procureur-generaal van de Raad van Vlaanderen, het beruchtst. Later werd de legende verspreid dat hij de gewoonte had om te dutten tijdens de rechtszittingen, maar uit de slaap gewekt om zijn vonnis uit te spreken, riep: "Ad patibulum!" (Naar de galg!). Hessels stelde trouwens de beruchte doodsvonnissen op van Egmont en Horne die op 5 juni 1568 op de Grote Markt van Brussel onthoofd werden.
De Raad werkte vooral met getuigenissen om mensen aan te klagen en te veroordelen. De verklikkers konden rekenen op een beloning van zeven stuivers, daarom werden ze zevenstuiverslieden genoemd, want ze kregen een zevenstuiverspenning. In zijn Nederlandsche historiën schreef P.C. Hooft hierover: "De Landtvooghdt (had) aan alle hoeken zyn' spien, om yders gangen gaê te slaan, die by den volke zeeven stuyvers luyden genaamt werden, om dat zy, in penningen, op die waarde geslaaghen, het loon van zoo haatlyk eenen dienst ontfingen." Het citaat van Hooft is wellicht overdreven, maar het feit dat de naam zevenstuiverslieden bestaat, wijst erop dat deze praktijk toch voorkwam en we weten dat getuigen zeer belangrijk waren bij de vonnissen van de Raad van Beroerten.

## De Firma Brueghel
Het schilderij behoorde niet tot de werken die "al te seer bijtigh oft schimpich wesende" zijn familie in gevaar konden brengen en verbrand moesten worden. Toch vond Bruegel het blijkbaar raadzamer om het in 1569 nog niet op de kunstmarkt te brengen. Vandaar dat hij het bij testament aan zijn vrouw naliet, die het dan in rustiger tijden te gelde kon maken. Het is dus een van de weinige schilderijen die een tijdlang in de familie bleven. Toch zijn er maar weinig kopieën door de zonen van Bruegel bekend. Pieter Brueghel de Jonge heeft er wellicht maar twee gemaakt. Een ervan zit momenteel in een Parijse privécollectie en werd tentoongesteld op de expositie Fables du paysage flamand in het Museum voor Schone Kunsten in Rijsel (2012-2013). Dat het schilderij verkocht werd, kan geen argument zijn om de weinige reproducties te verklaren. De jonge Brueghels hebben slechts weinig schilderijen van hun vader kunnen bestuderen, maar hun moeder en grootmoeder hielden wel atelierkartons bij. Wellicht schuilt de verklaring in de lugubere galg op de voorgrond.

## Besluit
Het centrale thema van De eksters op de galg zijn dus de eksters die staan voor de kwaadsprekers en verklikkers. Met hun clappighe tongen kunnen ze mensen aan de galg praten of voor het blok zetten. Links zien we de boeren die zich daar niet om bekommeren. Zij dansen erop los, eentje heeft zelfs schijt aan de wereld. De boeren hebben geen aandacht voor de galg, noch voor de eksters. Hun vrolijkheid kan hen echter het leven kosten, want de glurende eksters houden hen goed in de gaten. Het rad van de watermolen maakt duidelijk dat het lot rap kan keren. Centraal op de voorgrond zien we enkele duidelijke waarschuwingen: de galg, het gerechtskruis, het blok en de paardenschedel. Ze liggen er al een tijd onaangeroerd bij, maar de galg kan elk moment terug in gebruik genomen worden. We moeten dus waakzaam zijn en onze mond niet voorbij praten. Net zoals de twee stedelingen links moeten we de spiedende eksters zelf in het oog houden. Want op een dag keren ook voor hen de kansen en eindigen ze zelf aan de galg, iets waar Bruegel niet rouwig om zou zijn. De kapotgeslagen stenen sokkel en calvariegroep bij het gerechtskruis verwijzen wellicht naar de Beeldenstorm in 1566. Aanvankelijk lieten justitie en de stadsbesturen de storm overwaaien. Maar 1568 was het jaar waarin Alva’s Raad van Beroerten zeer actief op zoek gingen naar ketters en beeldenstormers. In die zoektocht was informatie van getuigen meestal cruciaal. Net als de meeste van zijn tijdgenoten was Bruegel niet op de hand van de geuzen, maar schrokken ze toch van de meedogenloosheid van de Bloedraad en de rampzalige gevolgen van roddel en achterklap. Los van die waarschuwing en de tegenstelling tussen leven en dood die vervat zit in het schilderij is dit vooral een virtuoos landschap. Een prachtig panorama dat mooi omkaderd wordt door kronkelende bomen die de diepte van het landschap accentueren.
- Gemeinsame Normdatei: 4576223-5
- RKDimages: 56037

Landschap met de parabel van de zaaier (1557) · Wie een varken is, moet in het kot (1557) · Twaalf spreekwoorden (1558) · De spreekwoorden (1559) ·  De strijd tussen Vasten en Vastenavond (1559) · De kinderspelen (1560) · De zelfmoord van Saul (1562) · Twee aapjes (1562) · De val der opstandige engelen (1562) · De triomf van de dood (ca. 1562) · Dulle Griet (1563) · De vlucht naar Egypte (1563) · Gezicht op de baai van Napels (ca. 1563) · De bouw van de toren van Babel (1563) · De aanbidding door de wijzen in de sneeuw (1563) · De kruisdraging (1564) · De aanbidding door de wijzen (1564) · De ontslaping van Maria (ca. 1564) · Christus en de overspelige vrouw (1565) · De hooitijd (juni/juli) (1565) · De oogst (augustus/september) (1565) · De terugkeer van de kudde (oktober/november) (1565)  · Jagers in de sneeuw (december/januari) (1565) · De sombere dag (februari/maart) (1565) · Winterlandschap met schaatsers en vogelknip (1565) · De kindermoord te Bethlehem (ca. 1566) · De boerenbruiloftsdans (1566) · De volkstelling te Bethlehem (1566) · De prediking van Johannes de Doper (1566) · De Sint-Maartenswijn (1566-67) · Het Land van Kokanje (Luilekkerland) (1567) · De bekering van Paulus (1567) · Het bruiloftsmaal (ca. 1567) · De dorpskermis (ca. 1567) · De toren van Babel (ca. 1568?) · Drie soldaten (1568) · De nestrover (1568) · De misantroop (1568) · De parabel van de blinden (1568) · Hoofd van een boerin (ca. 1568) · De kreupele bedelaars (1568) · De ekster op de galg (1568)
Landschap met de verschijning van Christus aan het meer van Tiberias (1553) · De aanbidding door de wijzen (ca. 1556) · De val van Icarus (ca. 1565)
De grote vissen eten de kleine · Zeeslag in de Straat van Messina